# Наниев, Тимур Русланович
Тимур Русланович Наниев (осет. Наниты Русланы фырт Тимур; род. 20 августа 1994, Владикавказ) — российский тяжелоатлет, выступающий в весовой категории до 109 килограмм, Чемпион Европы 2014 года. Пятикратный чемпион России (2016, 2019, 2020, 2021, 2024) по тяжёлой атлетике. Участник летних Олимпийских игр 2020 года. Установил 5 рекордов России. 

## Спортивная карьера
Начал заниматься тяжёлой атлетикой в 2005 году. Тренировалася у отца — Р. Наниев. Выполнил нормативы кандидата в мастера спорта и стал чемпионом Северной Осетии в своей возрастной категории.
Первой крупной победой во взрослом спорте стало серебро чемпионата Европы 2014 года в категории до 105 кг с результатом 182+222=404. Он лишь 1 кг уступил Андрею Деманову, при этом первенствовал в толчке благодаря меньшему личному весу.
В апреле 2021 года на чемпионате Европы в Москве, в весовой категории до 109 кг, Тимур занял итоговое третье место с результатом 401 килограмм и стал бронзовым призёром чемпионата Европы. В упражнении «рывок» он завоевал малую бронзовую медаль с результатом 184 кг.
Наниев был единственным мужчиной тяжелоатлетом, который выступил на Олимпиаде в Токио от России в 2021 году.

### Результаты выступлений
| Год  | Соревнование                   | Место проведения  | Весовая категория | Рывок  | Толчок | Сумма двоеборья | Место |
| 2009 | Чемпионат Европы среди юношей  | Эйлат             | до 94 кг          | 136 кг | 161 кг | 297 кг          | 3     |
| 2010 | Чемпионат Европы среди юниоров | Лимасол           | до 94 кг          | 160 кг | 190 кг | 350 кг          | 5     |
| 2010 | Чемпионат Европы среди юношей  | Валенсия          | до 94 кг          | 150 кг | 177 кг | 327 кг          | 1     |
| 2011 | Чемпионат мира среди юношей    | Лима              | свыше 94 кг       | 163 кг | 195 кг | 358 кг          | 3     |
| 2011 | Чемпионат мира среди юниоров   | Пинанг            | до 105 кг         | 170 кг | 200 кг | 370 кг          | 5     |
| 2011 | Кубок Президента РФ            | Белгород          | до 105 кг         | 179 кг | 210 кг | 389 кг          | 5     |
| 2012 | Чемпионат мира среди юниоров   | Антигуа-Гуатемала | до 105 кг         | 171 кг | 212 кг | 383 кг          | 4     |
| 2013 | Чемпионат Европы среди юниоров | Таллинн           | до 105 кг         | 184 кг | 216 кг | 400 кг          | 1     |
| 2013 | Кубок Президента РФ            | Москва            | до 105 кг         | 182 кг | 225 кг | 407 кг          | 2     |
| 2014 | Чемпионат Европы               | Тель-Авив         | до 105 кг         | 182 кг | 222 кг | 404 кг          | 2     |
| 2015 | Чемпионат России               | Старый Оскол      | до 105 кг         | 187 кг | 229 кг | 416 кг          | 2     |
| 2015 | Чемпионат мира                 | Хьюстон           | до 105 кг         | 182 кг | 222 кг | 404 кг          | 4     |
| 2021 | Чемпионат Европы               | Москва            | до 109 кг         | 184 кг | 217 кг | 401 кг          | 3     |
| 2021 | Чемпионат России               | Ханты-Мансийск    | до 109 кг         | 175 кг | 215 кг | 390 кг          | 1     |
| 2022 | Чемпионат России               | Хабаровск         | до 109 кг         | 183 кг | 218 кг | 401 кг          | 2     |
| 2023 | Чемпионат России               | Новый Уренгой     | свыше 109 кг      | 185 кг | 223 кг | 408 кг          | 2     |
| 2024 | Чемпионат России               | Новосибирск       | свыше 109 кг      | 190 кг | 227 кг | 417 кг          | 1     |